# Seznam vítězů diamantové ligy ve skoku dalekém
Toto je seznam vítězů diamantové ligy ve skoku dalekém.

## Celkoví vítězové
| Muži                 | Muži                   |
| -------------------- | ---------------------- |
| Diamantová liga 2010 | Dwight Phillips        |
| Diamantová liga 2011 | Mitchell Watt          |
| Diamantová liga 2012 | Alexandr Meňkov        |
| Diamantová liga 2013 | Alexandr Meňkov        |
| Diamantová liga 2014 | Godfrey Khotso Mokoena |
| Diamantová liga 2015 | Greg Rutherford        |
| Diamantová liga 2016 | Fabrice Lapierre       |
| Diamantová liga 2017 | Luvo Manyonga          |
| Diamantová liga 2018 | Luvo Manyonga          |
| Diamantová liga 2019 | Juan Miguel Echevarría |
| Diamantová liga 2020 | bez vítěze             |
| Diamantová liga 2021 | Thobias Montler        |
| Diamantová liga 2022 | Miltiadis Tentoglou    |
| Diamantová liga 2023 | Simon Ehammer          |
| Diamantová liga 2024 | Tajay Gayle            |
| Diamantová liga 2025 | bude oznámeno          |

| Ženy                 | Ženy                 |
| -------------------- | -------------------- |
| Diamantová liga 2010 | Brittney Reeseová    |
| Diamantová liga 2011 | Brittney Reeseová    |
| Diamantová liga 2012 | Jelena Sokolovová    |
| Diamantová liga 2013 | Shara Proctorová     |
| Diamantová liga 2014 | Tianna Bartolettaová |
| Diamantová liga 2015 | Tianna Bartolettaová |
| Diamantová liga 2016 | Ivana Španovićová    |
| Diamantová liga 2017 | Ivana Španovićová    |
| Diamantová liga 2018 | Caterine Ibargüenová |
| Diamantová liga 2019 | Malaika Mihambo      |
| Diamantová liga 2020 | bez vítěze           |
| Diamantová liga 2021 | Ivana Španovićová    |
| Diamantová liga 2022 | Ivana Vuletová       |
| Diamantová liga 2023 | Ivana Vuletová       |
| Diamantová liga 2024 | Larissa Iapichinová  |
| Diamantová liga 2025 | bude oznámeno        |